# 堀江興成
堀江 興成（ほりえ おきなり、生年不詳 - 1844年（天保15年）頃）は、江戸時代後期の装剣金工家である。通称は弥太郎。号は一枝軒、晴雲堂等。幼名は益随後に英俊。

## 経歴・人物
江戸に生まれ、神田後に八丁堀に居住する。後に2代目浜野政随の門人となり、後に師匠の死により大森英秀の門人となり装剣金工を学ぶ。
後に独立して、精密な装剣を制作し多くの弟子を育てた。同時期に尾崎直政から学んだとも推定されている。その後、阿波藩主であった蜂須賀斉昌に仕えた金工家となった。